# Estación de Cudillero
La estación de Cudillero es una estación de ferrocarril situada en el municipio español homónimo en el Principado de Asturias. Forma parte de la red de vía estrecha operada por Renfe Operadora a través su división comercial Renfe Cercanías AM. Está integrada dentro del núcleo de Cercanías Asturias siendo cabecera de la línea C-4 (antigua F-4) entre Cudillero y Gijón. Cuenta también con servicios regionales. 

## Situación ferroviaria
Se encuentra en el punto kilométrico 255,93 de la línea férrea de ancho métrico que une Ferrol con Gijón a 103 metros de altitud, entre las estaciones de Villademar y de El Pito-Piñera. Partiendo desde Galicia, en este punto empieza el tramo electrificado de la línea, situación que se mantendrá hasta Gijón. La vía, por su parte, sigue siendo única, sin que existan tramos duplicados. 

## Historia
Las instalaciones ferroviarias fueron abiertas al tráfico el 30 de julio de 1962 con la apertura del tramo Luarca-Pravia. El Estado fue el encargado de realizar unas obras que pretendían unir Ferrol con Gijón siguiendo la costa cantábrica y que no se concluyeron hasta 1972.
La gestión de la estación y la explotación del servicio recayeron en manos de FEVE hasta que en 2013 la explotación fue atribuida a Renfe Operadora y las instalaciones a Adif. 

## Servicios ferroviarios

### Regionales
Los trenes regionales que unen Ferrol y Asturias tienen parada en la estación. Según el destino puede ser necesario un transbordo en la estación de Pravia.
| Línea | Origen/Destino | Paradas intermedias | Destino/Origen |
| ----- | -------------- | --- | -------------- |
|       | Ferrol         | San Xoán · Virxe do Mar · Santa Cecilia · Alto del Castaño · Piñeiros · Ponto · Jubia · Ferrerías · Sedes · Pedroso · San Saturnino · Lamas · Apalla · Moeche · Labacengos · Entrambasrías · Cerdido · Cuqueira · Santa María de Mera · Ponte de Mera · San Claudio · Senra · Ortigueira · Espasante · Loiba · Barquero · Vicedo · Mosende · Folgueiro · Covas · Vivero · Vivero-Apeadero · Juances · Jove-Pueblo · Jove · Lago · Bidueiros · San Ciprián · Madeiro · Burela · Cangas de Foz · Nois · Fazouro · Marzán · Foz · Barreiros · Reinante · Esteiro · Os Castros · Rinlo · Ribadeo · Vegadeo-Pueblo · Vilavedelle · Castropol · Las Campas · Tol · Tapia de Casariego · La Caridad · Cartavio · Loza · Medal · Navia · Piñera-Villaoril · Villapedre · Otur · Luarca · Barcia · Canero · San Cristóbal · Cadavedo · Tablizo · Ballota · Santa Marina · Novellana · Valdredo · Soto de Luiña · San Cosme · San Martín de Luiña · La Magdalena · Villademar · Cudillero · El Pito-Piñera · Muros de Nalón · Los Cabos · Santianes · Pravia · Beifar · San Román · Aces · Sandiche · Grado · Peñaflor de Grado · Vega de Anzo · Santa María de Grado · Trubia · Soto Udrión · San Pedro · San Claudio · Las Mazas · Las Campas · Argañosa · Vallobín | Oviedo         |

### Cercanías
Está integrada dentro del núcleo de Cercanías Asturias siendo cabecera de la línea C-4 Gijón - Cudillero. Aunque la frecuencia no es tan alta como en los tramos Gijón-Pravia o Gijón-Avilés, al menos quince trenes diarios, en ambos sentidos, se detienen entre semana en el recinto. La frecuencia disminuye durante los fines de semana y festivos.
| procedencia/destino | < estación     | Línea | estación > | destino/procedencia |
| ------------------- | -------------- | ----- | ---------- | ------------------- |
| Gijón               | El Pito-Piñera |       | Terminal   | Terminal            |